# Czechosłowacka Marynarka Wojenna

Bandera wojenna Czechosłowacji do roku 1955

Bandera wojenna Czechosłowacji po 1955 roku

Czechosłowacka Marynarka Wojenna (czeski: Československé válečné loďstvo) – formacja marynarki wojennej działająca na rzekach Czechosłowacji, istniejąca do roku 1959.
W utworzonym w Rosji z żołnierzy walczących wcześniej w I wojnie światowej Korpusie Czechosłowackim, którzy znaleźli się na Dalekim Wschodzie zorganizowano w maju 1918 r. „sekcję morską”, pierwotnie wyposażoną w dwa uzbrojone w haubice parowce („Smielcak” i „Nadieżnyj”) i lodołamacz („Streljok”). Okręty te działały m.in. na jeziorze Bajkał i wykonywały głównie zadania transportowe. Nieco później sekcja morska Korpusu otrzymała jeszcze dwa parowce: „Sibirjak” i „Teodozja”. Epizod dalekowschodni zakończył się dla marynarzy i żołnierzy sekcji morskiej w 1920 wraz z ewakuacją całego Korpusu do Czechosłowacji.
Po zakończeniu I wojny światowej nowo powstałe państwo czechosłowackie przejęło niektóre jednostki rzeczne pokonanych państw centralnych, operujące na Łabie i Dunaju. Były to o kanonierki „MD-1” i „MD-2”, przeznaczone do służby jako poławiacze torped w marynarce Austro-Węgier. Uzbrojone zostały one w działa kal. 75 mm firmy Škoda, dwa karabiny maszynowe oraz miny. Oprócz kanonierek Czechosłowacja przejęła też mniejsze łodzie typu OMH, które uzbrojono w dwa karabiny maszynowe. Z jednostek tych utworzono w 1919 dwa rzeczne dywizjony marynarki wojennej (z bazami w Litomierzycach na Łabie i w Bratysławie na Dunaju). W latach 1919–1921 dowódcą szkoły rzecznej marynarki wojennej w Bratysławie był Zdenko Hudeček, który wcześniej dowodził okrętami podwodnymi w marynarce austro-węgierskiej. W 1921 roku oba te dywizjony, jako batalion wodny, włączono do 4. pułku inżynieryjnego czechosłowackiego wojska. Okrętem flagowym Czechosłowackiej Marynarki Wojennej był wybudowany w latach 1929–1931 w stoczni w Komarnie monitor rzeczny SS „President Masaryk” o wyporności 214 ton, uzbrojony w cztery działa kal. 66 mm i cztery ciężkie karabiny maszynowe. W latach 1938–1939 zwodowano w Komarnie i oddano do eksploatacji Marynarki jeszcze dwa okręty, były to stawiacze min typu OMm35 o wyporności 60 ton, każdy uzbrojony w 22 miny i dwa karabiny maszynowe.

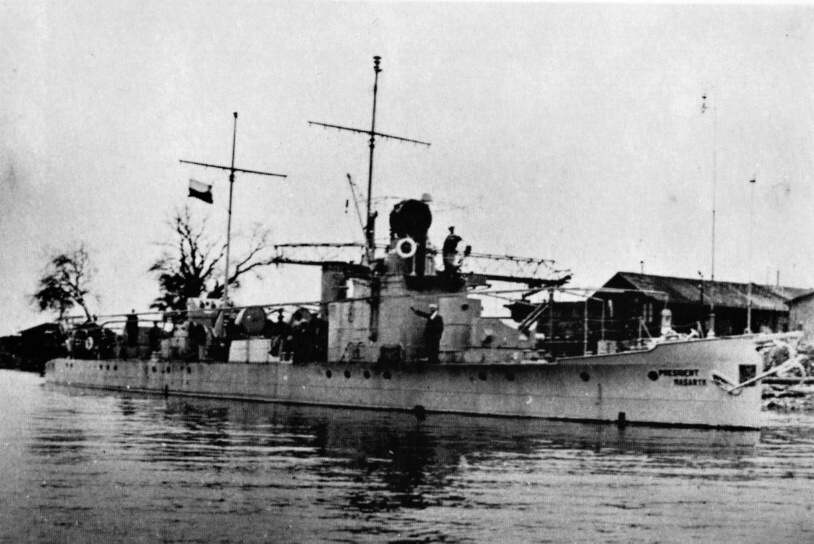
SS „President Masaryk” – monitor rzeczny pod banderą czechosłowacką w 1932 r.

Wskutek agresji niemieckiej w 1939 na Czechosłowację przestała istnieć także jej marynarka (okręt flagowy Niemcy przemianowali na „Bechelaren”, unowocześnili go i włączyli do swojej floty rzecznej, w której służył do 1945). W 1946, rok po zakończeniu II wojny światowej, ponownie zorganizowano w Bratysławie Czechosłowacką Marynarkę Wojenną (jako 14. batalion inżynieryjny), na wyposażenie której trafiły jednostki rzeczne niemieckiej Kriegsmarine, z których największym była „Sicherungsboot 43", uzbrojona w 75-milimetrowe działo w wieżyczce od czołgu Panzer IV oraz w cztery 20-milimetrowe działka przeciwlotnicze. W roku 1950 doszło do reorganizacji: 14. batalion wszedł w skład nowo utworzonego 52. pułku pontonowego. Głównym zadaniem Czechosłowackiej Marynarki Wojennej po II wojnie światowej była w praktyce nie tyle obrona państwa przed zewnętrzną agresją, co uniemożliwianie nielegalnego przekraczania granic, w tym głównie ucieczek własnych obywateli do Austrii. Pod koniec lat 50. XX wieku rozwój techniki wojskowej doprowadził do tego, że przestarzałe jednostki rzeczne Czechosłowacji stały się zbyt wrażliwe na ewentualne ataki lotnicze, zatem w 1958 r. Czechosłowacja jako członek Układu Warszawskiego podpisała rezolucję, na mocy której obrona Dunaju została przekazana flotylli Dunaju radzieckiej Floty Czarnomorskiej, a w 1959 Czechosłowacka Marynarka Wojenna została ostatecznie rozwiązana (zadania związane z zapobieganiem nielegalnym przekroczeniom granic przekazane zostały czechosłowackiej służbie granicznej funkcjonującej w strukturach Ministerstwa Spraw Wewnętrznych Czechosłowacji).